# 水澤化学工業
水澤化学工業株式会社（みずさわかがくこうぎょう-、英語：MIZUSAWA INDUSTRIAL CHEMICALS, LTD.）は、油脂の精製に用いられる活性白土等の製造を行う日本の化学会社である。大阪ガスケミカルの子会社。

## 沿革
- 1937年（昭和12年）2月22日 - 武田白土工業株式会社として設立。大阪市に本社、山形県鶴岡市に水沢工場を設ける。
- 1944年（昭和19年）- 新潟県北蒲原郡中条町（現・胎内市）で、中条工場操業開始。
- 1946年（昭和21年）- 水澤化学工業株式会社に商号変更。
- 1984年（昭和59年）- 本社を東京に移転、大阪事業所を設置。
- 1987年（昭和62年）- 会社創立50周年。
- 1992年（平成4年）- 物流センター完成。
- 1999年（平成11年）- 三井物産の資本参加。
- 2015年（平成27年）- 親会社であった武田薬品工業が保有全株式（所有割合 54.2 %）を大阪ガスケミカルに譲渡[2][3]。大阪ガスグループとなる。
- 2023年（令和5年） - 中央シリカ株式会社をグループ会社化。

## 主要事業所
- 本社 - 東京都中央区日本橋堀留町一丁目10番13号　REVZO日本橋堀留町
- 大阪営業所 - 大阪府大阪市中央区伏見町二丁目6番6号　伏見町KANBEビル
- 中条工場 - 新潟県胎内市水沢町1番1号
- 水沢工場 - 山形県鶴岡市西目字殿田21番地

## 主な製品
- 活性白土（商品名「ガレオンアース」） - 油脂・石油用精製剤。 自社が所有する活性白土運搬専用のUT20A形コンテナには、ガレオン船のほか社章と共に「GALLION BLAND」、「明日を拓くぎじゅつの水澤」という文字が記されている。
- 酸性白土（商品名「ミズカエース」） - 油脂・石油用精製剤
- 超微粉含水珪酸（商品名「ミズカシル」） - 塗料用艶消し剤、インクジェット紙・感熱紙用フィラー
- 二酸化ケイ素（商品名「ミズカソーブ」） - 食品用濾過助剤
- 合成ゼオライト（商品名「シルトンB」） - 洗剤用助剤
- 消臭剤（商品名「ミズカナイト」）

## 関連会社
- ミズカ運輸株式会社 - 新潟県胎内市水沢町1番1号
- 黒崎白土工業株式会社 - 新潟県新発田市大手町一丁目14番15号
- タイ・シリケート・ケミカルズ

## 水澤物流
水澤物流株式会社（みずさわぶつりゅう）は、新潟県胎内市に本社を置く運送会社であった。 
水澤化学工業直系の100 ％子会社として、同社製品の出荷・運送業務を行っていたが、1995年より休眠会社となって以降は事業は再開されず、2006年6月2日時点で水澤化学工業の100 % 株主であった武田薬品工業が、同日開催した同社臨時株主総会にて解散を決議し、解散した。